# 24249 Bobbiolson
24249 Bobbiolson là một tiểu hành tinh vành đai chính với chu kỳ quỹ đạo là 1360.4533151 ngày (3.72 năm).
Nó được phát hiện ngày 4 tháng 12 năm 1999.